# محمد هفاي أسكفي
محمد هوائي أُسكفي كاتب وشاعر عجمية من البوسنة. مم اشتهر به تأليفه لأول قاموس للسان البوسني سنة 1632؛ إذ كان قاموسا بوسنيا-تركيا مقفى.